# دينيسي بيرير
دينيسي بيرير (بالفرنسية: Denise Perrier)‏ (و. 1935 – م) هي ممثلة، وعارضة، ومتسابقة ملكة الجمال، وممثلة أفلام، من فرنسا، ولدت في ليون.

## وصلات خارجية
- دينيسي بيرير على موقع IMDb (الإنجليزية)